# 信長未満—転生光秀が倒せない—
『信長未満—転生光秀が倒せない—』（のぶながみまん てんせいみつひでがたおせない）は、橋元大河による漫画作品。『コミック アース・スター』（アース・スター エンターテイメント）にて2022年4月28日からまで連載された。メディアミックスとしてテレビドラマ化され、2022年10月から12月まで放送された。

## あらすじ
織田信長は、後世の様々な創作の世界に転生したことで本来の身分を忘れてしまっていた。元の姿を一部思い出した森蘭丸は、信長を立派な姿に戻すため、ライバルである明智光秀を倒すことにする。しかし信長が光秀に何度も負けてしまい、そのたびに別世界へ転生してしまう。

## 登場人物
織田信長
本来の姿を忘れ女性の姿で登場。
森蘭丸
女性の姿で登場するが、元の姿を一部思い出している。
明智光秀
信長のライバル。

## 書誌情報
- 橋元大河 『信長未満-転生光秀が倒せない-』 アース・スター エンターテイメント〈アース・スター コミックス〉、全2巻
  1. 2022年10月12日発売[3][4]、ISBN 978-4-8030-1699-4
  2. 2023年3月10日発売[5]、ISBN 978-4-8030-1754-0

## テレビドラマ
テレビ神奈川にて2022年10月25日から12月27日まで、火曜23時から23時30分に放送された。主演はテレビドラマ初主演の辰巳雄大。同じくテレビ神奈川放送の『戦国鍋TV』のノウハウを活かし、ドラマ内にバラエティを混ぜ込む手法が取られている。

### キャスト
- 信長 - 辰巳雄大（ふぉ〜ゆ〜）[7]
- 蘭丸 - 世古口凌[7]
- 秀吉 - 高崎翔太[7]
- 家康 - 田淵累生[7]
- 利家 - 瀬戸啓太[7]
- 勝家 - 上野勇希（DDTプロレス）[7]
- 久太郎 - 高橋怜也[7]
- 明智光秀 - 平野良[7]
- 斎藤利三 - 日向野祥[7]
- 上杉謙信 - 上仁樹[7]
- 浅井長政 - 村上幸平[7]
- 朝倉義景 - 加藤良輔[7]
- 三好長慶 - 田中稔彦[7]
- 千利休 - 太田将熙[7]
- 今川義元 - TAKA（CUBERS）[7]
- ナレーション - 小林良寛

### スタッフ
- 原作 - 橋元大河『信長未満—転生光秀が倒せない—』（コミック アース・スター）[8]
- 企画 - 河口芳佳（ミツウロコ） /網飛鳥（amipro）/遠藤幹彦（tvk） /盛田洋（PONY CANYON）
- 監督・脚本 - 酒井善史（ヨーロッパ企画）、池浦さだ夢（男肉 du Soleil）、西垣匡基[8]
- 助監督・監督補 - 冨田卓[9]
- 監督補 - 熊谷祐紀[9]（第3話・第4話・第8話・第10話）
- シリーズ構成 - 酒井善史[9]（協力：左子光晴）
- 構成協力 - 飯塚貴士
- 撮影 - 吉沢和晃[9]
- 美術 - 寺尾淳[9]
- 編集 - 山口奈都美[9]
- アクション - カラサワイサオ
- 音楽 - 菊谷知樹[9]
- オープニング主題歌 - オメでたい頭でなにより「超クソデカマックスビッグ主語」（PONY CANYON）[8]
- エンディング主題歌 - Hinano「Hopeful Land」（PONY CANYON）[8]
- プロダクション統括 - 福田裕彦（ワンダーヘッド）[10]
- エグゼクティブプロデューサー - 福原直樹、齋藤純司[9]
- プロデューサー - 杉内裕介、中村美香、船田晃[9]
- 制作プロデューサー - 伊藤良一[9]
- 制作プロダクション - yell[8]
- 製作 - 「信長未満」製作委員会（ミツウロコ、amipro、テレビ神奈川、PONY CANYON）[8]

### 放送日程
| 放送回 | 放送日   | サブタイトル                | 監督                         | 脚本              |
| ------ | -------- | --------------------------- | ---------------------------- | ----------------- |
| 第1話  | 10月25日 | お家追い出し騒動            | 西垣匡基                     | 西垣匡基          |
| 第2話  | 11月1日  | 絶望の大飢饉                | 酒井善史                     | 酒井善史          |
| 第3話  | 11月8日  | モルック狭間の戦い          | 池浦さだ夢                   | 池浦さだ夢        |
| 第4話  | 11月15日 | 久太郎の御掃除式目          | 酒井善史                     | 酒井善史          |
| 第5話  | 11月22日 | 夏の水風呂禁止令            | 西垣匡基                     | 西垣匡基          |
| 第6話  | 11月29日 | 崎陽軒の戦い                | 西垣匡基                     | 西垣匡基 酒井善史 |
| 第7話  | 12月6日  | 歌武将のバラッド            | 池浦さだ夢                   | 池浦さだ夢        |
| 第8話  | 12月13日 | 戦国検定！ クイズde大合戦!! | 酒井善史                     | 酒井善史          |
| 第9話  | 12月20日 | Gペンは剣よりも強し         | 池浦さだ夢                   | 池浦さだ夢        |
| 第10話 | 12月27日 | 暮らしのおわり 戦のはじまり | 西垣匡基 池浦さだ夢 酒井善史 | 西垣匡基 酒井善史 |

| テレビ神奈川 火曜 23:00 - 23:30 | テレビ神奈川 火曜 23:00 - 23:30 | テレビ神奈川 火曜 23:00 - 23:30 |
| 前番組                          | 番組名                          | 次番組                          |
| ------------------------------- | ------------------------------- | ------------------------------- |
| OTHELLO                         | 信長未満—転生光秀が倒せない—    | 美しい彼                        |

## 舞台
2023年3月23日から26日まで、KAAT神奈川芸術劇場ホールで上演予定。主演は室龍太、脚本・演出は池浦さだ夢（男肉 du Soleil）。
- 信長 - 室龍太
- 蘭丸 - 世古口凌
- 秀吉 - 高崎翔太
- 家康 - 田淵累生
- 利家 - 瀬戸啓太
- 勝家 - 上野勇希
- 久太郎 - 高橋怜也
- 明智光秀 - 平野良
- 斎藤利三 - 日向野祥
- 上杉謙信 - 上仁樹
- 浅井長政 - 村上幸平
- 朝倉義景 - 加藤良輔
- 三好長慶 - 田中稔彦
- 武田信玄 - カラム（大国男児）
- 千利休 - 太田将熙
- 今川義元 - TAKA（CUBERS）
- 信長（映像特別出演） - 辰巳雄大（ふぉ〜ゆ〜）
- 村井長頼 - 西川俊介
- 伊達政宗 - 秋沢健太朗
- 毛利元就 - 奥谷知弘
- 黒田官兵衛 - 植田慎一郎
- 弥助 - 田中晃平
- 前田慶次郎利 - 星璃
- 斎藤道三 - 大見洋太
- 丹羽長秀 - 横山賀三
- ASHIKAGA兄 - 青柳尊哉
- ASHIKAGA弟 - 細貝圭